# Eupithecia dargei
Eupithecia dargei är en fjärilsart som beskrevs av Claude Herbulot 1988. Eupithecia dargei ingår i släktet Eupithecia och familjen mätare. Inga underarter finns listade i Catalogue of Life.